# Guerra convencional

Retirada de la Grande Armée de Rusia (1813)

La guerra convencional es un tipo de guerra que se realiza utilizando teorías, medios, estrategias y tácticas tradicionales, en el contexto de un conflicto armado entre dos o más Estados abiertamente hostiles. Las fuerzas de ambos bandos quedan bien definidas, suelen combatir en campos de batalla definidos y luchan con armamento cuyo objetivo primordial es el ejército enemigo y sus infraestructuras. Normalmente, el término guerra convencional excluye el uso de armas de destrucción masiva y específicamente el uso de armas nucleares.
En general, el propósito de la guerra convencional es debilitar o destruir las fuerzas militares del enemigo, para negarle la posibilidad de seguir combatiendo y obligar a su dirigencia política a rendirse. Sin embargo, puede darse que alguno de los bandos utilice tácticas no convencionales para forzar la capitulación. Este hecho, y el enorme poder de algunas armas convencionales contemporáneas, hacen que el límite entre guerra convencional y otros tipos de guerra pueda ser difuso.

## Historia

### Formación del estado
El concepto de estado fue defendido por primera vez por Platón, luego encontró más aceptación en la consolidación del poder bajo la Iglesia católica. Los monarcas europeos luego ganaron poder cuando la Iglesia católica fue despojada del poder temporal y fue reemplazada por el derecho divino de los reyes. En 1648, los poderes de Europa firmaron el Tratado de Westfalia que puso fin a la violencia religiosa por un gobierno y una perspectiva puramente política, lo que significó el nacimiento del "estado" moderno.
Dentro de este paradigma estatista, solo el estado y sus representantes designados podían portar armas y entrar en guerra. De hecho, la guerra solo se entendía como un conflicto entre estados soberanos. Los reyes reforzaron esta idea y le dieron fuerza de ley. Mientras que anteriormente cualquier noble podía iniciar una guerra, los monarcas de Europa necesariamente consolidaron el poder militar en respuesta a la guerra napoleónica .

### El paradigma de Clausewitz
Prusia era un país que intentaba acumular poder militar. Carl von Clausewitz, uno de los oficiales de Prusia, escribió De la guerra, una obra enraizada únicamente en el mundo del estado. Todas las demás formas de conflicto intraestatal, como la rebelión, no se tienen en cuenta porque, en términos teóricos, Clausewitz no podía explicar la guerra ante el estado. Sin embargo, cerca del final de su vida, Clausewitz se hizo cada vez más consciente de la importancia de los actores militares no estatales. Esto se revela en sus concepciones del "pueblo en armas", que señaló surgieron de las mismas fuentes sociales y políticas que la guerra interestatal tradicional.
Las prácticas como las redadas o las disputas de sangre fueron luego etiquetadas como actividades delictivas y despojadas de su legitimidad. Este paradigma de guerra reflejaba la visión de la mayor parte del mundo modernizado a principios del siglo XXI, como se verifica mediante el examen de los ejércitos convencionales de la época: ejércitos grandes, de alto mantenimiento y tecnológicamente avanzados diseñados para competir contra fuerzas de diseño similar.
Clausewitz también remitió la cuestión del casus belli. Si bien las guerras anteriores se libraron por razones sociales, religiosas o incluso culturales, Clausewitz enseñó que la guerra es simplemente "una continuación de la política por otros medios". Es un cálculo racional en el que los estados luchan por sus intereses (ya sean económicos, relacionados con la seguridad o de otro tipo) una vez que el discurso normal se ha derrumbado.

### Prevalencia
La mayoría de las guerras modernas se han llevado a cabo utilizando los medios convencionales. El uso confirmado de la guerra biológica por parte de un estado nación no se ha producido desde 1945, y la guerra química se ha utilizado solo unas pocas veces (la última confrontación conocida en la que se utilizó fue la guerra civil siria). La guerra nuclear solo ha ocurrido una vez con Estados Unidos bombardeando las ciudades japonesas de Hiroshima y Nagasaki en agosto de 1945.

### Rechazo
El estado y los principios clausewitzianos alcanzaron su punto máximo en las guerras mundiales del siglo XX, pero también sentaron las bases para su deterioro debido a la proliferación nuclear y la manifestación de conflictos culturalmente alineados. La bomba nuclear fue el resultado del estado perfeccionando su búsqueda para derrocar a sus competidores. Este desarrollo parece haber dejado al margen el conflicto convencional librado por el estado. Si lucharan dos ejércitos convencionales, el perdedor tendría reparación en su arsenal nuclear.
Por lo tanto, no hay dos potencias nucleares que hayan librado una guerra convencional directamente, con la excepción de dos breves escaramuzas entre China y Rusia en el conflicto chino-soviético de 1969 y entre India y Pakistán en la guerra de Kargil de 1999.

## Teorías sobre la guerra
El esfuerzo por librar las guerras de la manera más eficaz posible, y en tiempos recientes, el esfuerzo por evitar la guerra, ha dado lugar al surgimiento de una serie de teorías cuyo objetivo es explicar las causas del conflicto bélico.
La diversidad de estas teorías ha sido significativamente impulsada por el desarrollo de diferentes ideologías en los siglos XIX y XX, así como por el desarrollo de las ciencias sociales, cuyos representantes a menudo intentan explicar el fenómeno de la guerra a partir de los logros de su propia disciplina científica.

### Teorías históricas
Los historiadores, que fueron los primeros en estudiar a fondo las comparaciones de diferentes guerras, generalmente son bastante reacios a formular teorías generales sobre la guerra. La razón de esto es su opinión de que cada guerra es única, es decir, el resultado de una serie de circunstancias diferentes, pero a menudo irrepetibles, que son imposibles de predecir. La declaración más conocida de este enfoque es la del historiador británico A.J.P. Taylor, quien afirmó que "la guerra es como un accidente de tráfico".

### Teorías psicológicas
La guerra, especialmente en el siglo XX, se ha convertido en un tema de interés para los psicólogos modernos, quienes intentan explicarla a través de sus propias teorías sobre el comportamiento humano.
Una de las teorías más populares relacionadas con la guerra es aquella que sostiene que los seres humanos son, por naturaleza, agresivos y violentos, y que la guerra actúa como una especie de válvula de escape para la violencia y las frustraciones acumuladas que los miembros de la sociedad no pueden expresar en circunstancias normales de paz.
Esta teoría ha sido adoptada por representantes del feminismo radical, quienes han atribuido la tendencia a la violencia exclusivamente a los hombres, mientras que las mujeres, según ellos, carecen de agresividad y propensión a la guerra. Para las feministas, solo una completa salida de los hombres del poder, es decir, su reemplazo por mujeres, llevaría al fin de la guerra como fenómeno social.
Una de las teorías psicológicas más influyentes sobre la guerra proviene del ámbito de la psicología evolutiva, y sostiene que la guerra no es más que la continuación del comportamiento animal, es decir, la lucha por el territorio y la influencia que se puede observar en algunas especies como los chimpancés.
Las teorías psicológicas populares también incluyen aquellas que atribuyen la guerra exclusivamente a enfermedades mentales de los gobernantes que inician conflictos armados, o que afirman que el deseo de paz es una característica de una persona mentalmente sana.

### Teorías antropológicas
Parte de los antropólogos, especialmente aquellos que adquirieron gran influencia en la segunda mitad del siglo XX, rechazan la psicología humana como causa de las guerras. Según ellos, los conflictos territoriales y otros enfrentamientos entre animales, o entre tribus primitivas de cazadores-recolectores, representan un fenómeno completamente diferente de la guerra, que, según ellos, no es más que un producto de la cultura y la civilización humanas. Según esta perspectiva, la guerra desaparecerá en el momento en que se eliminen todos los contenidos de la cultura mundial que la fomentan.

### Teorías sociológicas
La sociología, desde su aparición, ha desarrollado una serie de teorías, a menudo contradictorias, que intentan dar respuesta a la pregunta de los principales causantes de la guerra. Estas teorías generalmente se dividen en dos enfoques principales:
"Primat der Innenpolitik" (alemán: Primacía de la política interna), que explica el estallido de las guerras mediante las condiciones internas de un estado.
"Primat der Außenpolitik" (alemán: Primacía de la política exterior), que explica el estallido de las guerras mediante razones geopolíticas.

### Teorías demográficas
De las teorías que intentan interpretar la guerra como continuación o consecuencia de ciertos fenómenos demográficos, la más conocida es la teoría malthusiana, que lleva el nombre del escritor inglés Thomas Malthus. Según esta teoría, la población de un país o región crece generalmente más rápido que la capacidad de su sociedad, cultura y civilización para proveerles de alimentos. La escasez de alimentos y otros recursos, junto con el hambre y las enfermedades, lleva a la guerra como uno de los medios mediante los cuales la población se reduce a niveles aceptables.
Los malthusianos encontraron cierta confirmación para su teoría con el desarrollo de la tecnología y la disminución de la natalidad en los países industriales más desarrollados en el siglo XX, lo que llevó a una drástica caída en el deseo de librar guerras.
Por otro lado, una variante moderna de la teoría malthusiana es la teoría del "bump juvenil", que explica el estallido de las guerras por el aumento de la proporción de hombres jóvenes en la población de un país. Según esta teoría, estos jóvenes están privados de las riquezas reservadas para los hermanos mayores o compañeros de clases más altas, por lo que encuentran una válvula de escape en el crimen, la política radical, pero también en la tendencia a participar en guerras. Esta teoría se utiliza, entre otras cosas, para explicar el aumento contemporáneo del radicalismo entre la población musulmana en el mundo actual.

### Teorías racionalistas
Las teorías racionalistas rechazan la idea de que la guerra, especialmente en la época moderna, sea el resultado de tendencias psicológicas atávicas o factores irracionales, y en su lugar intentan explicar su estallido mediante decisiones racionales, es decir, basadas en el sentido común de los gobernantes que consideran que el conflicto armado, en determinadas situaciones, es una alternativa más aceptable que mantener la paz a costa de debilitar su propio estado y poner en peligro su seguridad a largo plazo.
Las teorías racionalistas también sostienen que la errónea evaluación de dicha decisión solo puede confirmarse con certeza después del estallido o finalización de la guerra. El lado que decide iniciar una guerra o aceptar el desafío bélico de otro generalmente no tiene información sobre las capacidades técnicas, humanas o morales de su futuro enemigo.

### Teorías económicas
Las teorías económicas ven la guerra como una consecuencia natural e incluso a veces inevitable de la actividad económica en una sociedad o estado determinado, es decir, como una expresión del esfuerzo por acumular la mayor riqueza material posible, ya sea a través de la creación de nuevos mercados o mediante la obtención de recursos estratégicos. Este tipo de teorías se hizo más común en el siglo XX y hoy gozan de gran popularidad entre los representantes de la izquierda política. Una de las teorías más conocidas es la teoría marxista de la guerra.

### Teorías de las ciencias políticas
En el siglo XX comenzaron a desarrollarse teorías que abordan el problema de la guerra y sus causas desde un enfoque politológico. Entre ellas, las teorías basadas en diferentes teorías de relaciones internacionales han ganado especial popularidad.
De estas teorías, las más conocidas son la teoría realista, basada en la escuela realista de las relaciones internacionales, que ve la guerra como solo uno de los muchos instrumentos que un estado utiliza para lograr o proteger sus intereses económicos y políticos.
En contraste con esta perspectiva, la teoría idealista ve la guerra como una consecuencia de la alienación o irresponsabilidad de los gobernantes militaristas hacia sus propios pueblos. La teoría más conocida en esta línea es la teoría de la paz democrática, que afirma que las democracias nunca hacen la guerra entre ellas.
Por su parte, la teoría de la transición de poder explica las guerras a través de los llamados ciclos bélicos, es decir, períodos en los que se alternan las hegemonías de diferentes grandes potencias en el mundo.

### Teorías marxistas
La teoría marxista de la guerra sostiene que la causa de todas las guerras es la lucha de clases. Considera las guerras como iniciativas imperialistas cuyo objetivo es aumentar el poder de la clase dominante a expensas del proletariado y otras clases oprimidas, las cuales son divididas mediante conceptos como el nacionalismo y la religión. Según esta teoría, las guerras no desaparecerán hasta que, a través de una revolución mundial, se cree una sociedad sin clases.

## Reemplazo
Con la invención de las armas nucleares, el concepto de guerra a gran escala conlleva la perspectiva de la aniquilación global y, como tales, los conflictos desde la Segunda Guerra Mundial han sido, por definición, conflictos de "baja intensidad", típicamente en forma de guerras indirectas libradas dentro de confines regionales, usando lo que ahora se conoce como "armas convencionales", típicamente combinado con el uso de tácticas de guerra asimétricas y el uso aplicado de inteligencia.
Samuel Huntington ha postulado que el mundo a principios del siglo XXI existe como un sistema de nueve "civilizaciones" distintas, en lugar de muchos estados soberanos. Estas civilizaciones están delineadas a lo largo de líneas culturales (por ejemplo, occidental, islámica, sínica, hindú, budista, etc.). De esta manera, las culturas que durante mucho tiempo han estado dominadas por Occidente se reafirman y buscan desafiar el statu quo. Así, la cultura ha reemplazado al estado como lugar de la guerra. Este tipo de guerra de civilizaciones, tanto en nuestro tiempo como en tiempos pasados, ocurre cuando estas culturas chocan entre sí. Algunos ejemplos de alto perfil son el conflicto entre Pakistán e India o las batallas en Sudán. Este tipo de guerra ha definido el campo desde la Segunda Guerra Mundial.  Estas fuerzas culturales no competirán con los ejércitos estatales de la manera tradicional. Cuando se enfrenta a batallones de tanques, jets y misiles, el oponente cultural se disuelve en la población. Se benefician de los estados con restricciones territoriales, que pueden moverse libremente de un país a otro, mientras que los estados deben negociar con otros estados soberanos. Las redes de espionaje del estado también están severamente limitadas por esta movilidad no restringida por las fronteras estatales.

## Aspectos modernos de la guerra convencional
Con el fin de la Guerra Fría y la carrera de armamentos nucleares entre la Unión Soviética y Estados Unidos, el peligro de una guerra nuclear global casi ha terminado. Sin embargo, existen consideraciones para el desarrollo de ojivas nucleares más pequeñas, para por ejemplo luchar contra los sistemas de búnker, lo que conllevaría el riesgo de un umbral más bajo para tales sistemas de armas.
Desde los ataques del 11 de septiembre de 2001 y el estallido de una guerra global contra el terrorismo, la guerra asimétrica ha vuelto a aparecer como la antítesis de la guerra convencional. La oposición a los grupos armados organizados no militarmente que no distinguen entre militares y civiles (terroristas) significa un desafío para los ejércitos equipados con equipo pesado y que operan en grandes formaciones que están diseñadas principalmente para disolver oponentes organizados de manera similar (asimetría). La guerra encubierta o no convencional significa en este contexto el uso de grupos comando que operan en pequeños números y que a menudo pasan desapercibidos para el público en el enemigo (en territorio controlado por el enemigo). En su mayoría, están en estrecha relación con las operaciones del servicio secreto o intentan que los lugareños estén de su lado. Esto contrasta con la guerra tácticamente convencional descrita anteriormente.
La munición de uranio juega un papel en la guerra táctica en varios estados. El material nuclear se utiliza aquí por razones balísticas.